# Jerome Schottenstein Center
Die Value City Arena at the Jerome Schottenstein Center ist eine Multifunktionsarena in der US-amerikanischen Stadt Columbus im Bundesstaat Ohio. Sie ist die Heimspielstätte der College-Basketball- und Eishockeymannschaften der Ohio State University. Zudem finden in der 1998 eröffneten Halle weitere Veranstaltungen wie Messen oder Konzerte statt.

## Geschichte
Die Bauarbeiten an der Arena begannen im April 1996 und wurden zweieinhalb Jahre später abgeschlossen. Die  Basketballmannschaft der Ohio State hatte ihre Heimspiele zuvor in der St. John Arena ausgetragen, während das Eishockeyteam in der OSU Ice Arena spielte. Nach der Eröffnung zogen beide Mannschaften in die damals den Namen Value City Arena tragende neue Halle um. Nachdem 2008 die Schottenstein Stores Corp. Namenspartner wurde, wurde die Spielstätte nach Jerome Schottenstein, Gründer des Unternehmens und Förderer des Arenenprojekts, umbenannt.
2005 war die Arena Austragungsort des NCAA Frozen Four, der Collegemeisterschaft im Eishockey.